# Jorge Cepernic
Jorge Cepernic (Río Gallegos, 23 de febrero de 1915-ibídem, 18 de julio de 2010) fue un político argentino. Es recordado, entre otras cosas, por haber ayudado a llevar a cabo la filmación de la clásica película La Patagonia rebelde (1973), hecho por el cual –poco después del golpe de Estado de 1976– la última dictadura cívico-militar (1976-1983) lo castigó, encarcelándolo y dejándolo sin sus bienes entre 1976 y 1981.

## Biografía
Se casó con su compañera de toda la vida, Sofía Vicic, el 21 de junio de 1943. 
Fue elegido gobernador de la provincia de Santa Cruz en 1973 por el voto popular, y se mantuvo en oficio hasta la intervención federal dispuesta el 7 de octubre de 1974 cuando fue reemplazado por Augusto Pedro Saffores. Durante su mandato mediante créditos blandos dio un renovado impulso a la actividad ovina, que se extiende hasta la actualidad, que tuvo un periodo de crecimiento sostenido. Entre sus medidas de gobierno figuró la expropiación de uno de los mayores campos de la Patagonia, por entonces en manos de la Sheep Farming Company.
Cepernic ayudó a la filmación de La Patagonia Rebelde en 1973, basada en el libro de Osvaldo Bayer y dirigida por Héctor Olivera. En el medio de un clima político enrarecido y por momentos muy complicado, Cepernic viajó al set de filmación para garantizar que Olivera siguiera con el rodaje, el cual contaba con un préstamo del gobierno provincial.
En 1975 se unió en puestos directivos al Partido Peronista Auténtico (PPA). Al llegar la última dictadura cívico-militar (1976-1983) fue detenido y pasó cinco años preso en el penal militar de Magdalena a disposición del PEN (Poder Ejecutivo Nacional) sin que se le formularan cargos. Antes de ponerlo en libertad,  un jefe militar le dijo que su larga prisión se debía a que había facilitado la filmación de la película La Patagonia Rebelde. Luego estuvo preso junto con su familia en su propia estancia cercana a El Calafate, donde fueron custodiados por tres policías. Como a su familia únicamente se les permitía recibir visitas de familiares directos, una madrugada Jorge escapó por la ventana y a caballo se dirigió hasta la comisaría.
El 18 de julio de 2010, Jorge Cepernic falleció en la ciudad de Río Gallegos a la edad de 95 años. Ese mismo día, el gobernador de la provincia de Santa Cruz Daniel Peralta declaró tres días de duelo provincial. En su memoria se denominó “Avenida Gobernador Jorge Cepernic” a la calle 361 de El Calafate. En septiembre de 2008, en la circunvalación de las rutas Nacional 3 y Provincial 5, fue instalado un busto en su homenaje. El cual fue posteriormente retirado debido a una obra llevada a cabo para construir un puente en dicha intersección.